# Ervy-le-Châtel

Ervy-le-Châtel este o comună în departamentul Aube din nord-estul Franței. În 1 ianuarie 2022 avea o populație de 1.108 de locuitori.